# Poliestireno expandido

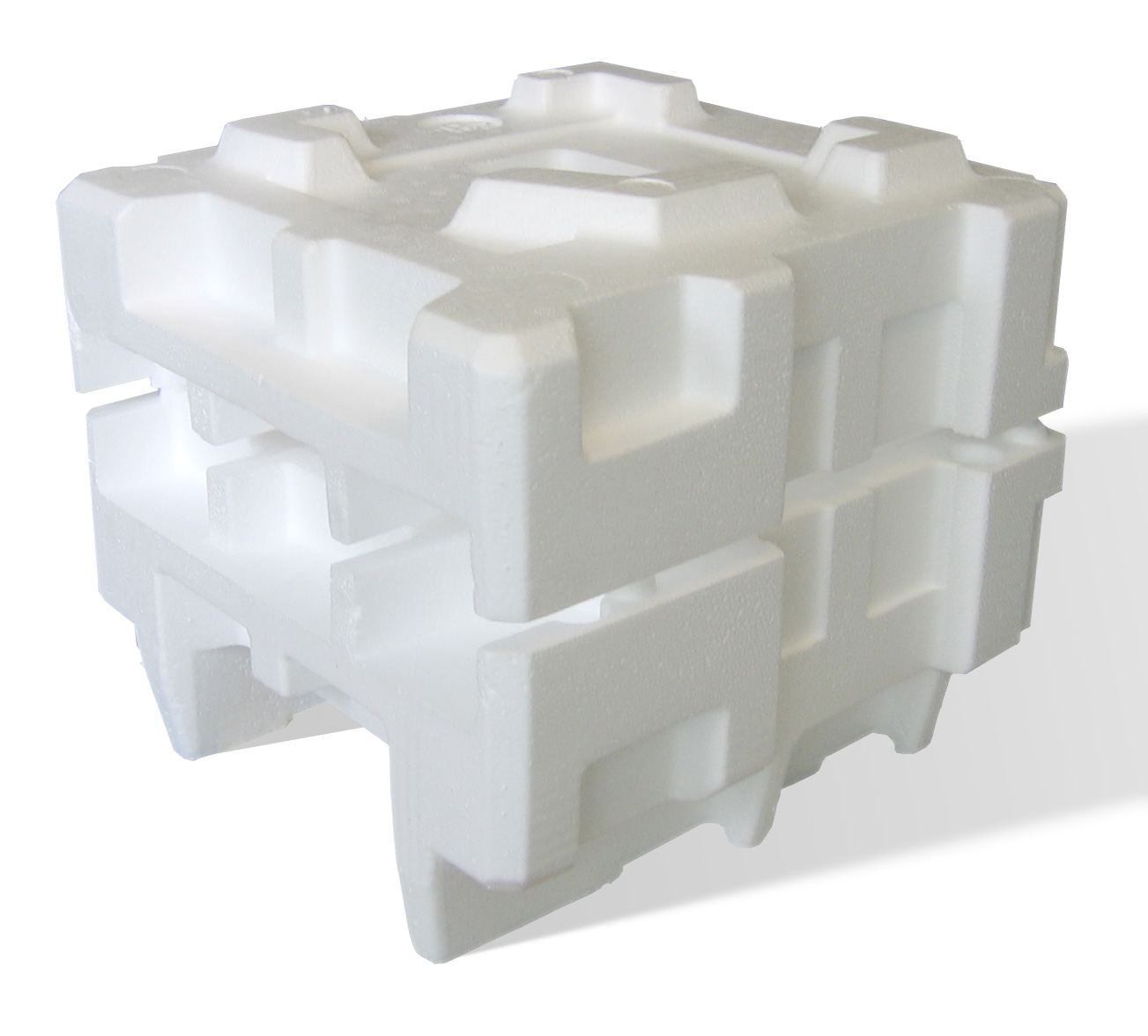
Piezas de embalaje fabricadas con poliestireno expandido.

El poliestireno expandido (EPS, del inglés expanded polystyrene) es un material plástico espumado, derivado del poliestireno. Tiene diversos usos tales como el producir envases, aditamentos de construcción o tablas de surf accesibles de bajo costo.

## Nombres
En los países hispanohablantes, se lo conoce coloquialmente por varias denominaciones, algunas de ellas derivados del nombre de su fabricante:
- Argentina: Telgopor, marca comercial de la empresa Hulytego.[1][2]
- Bolivia: Plastofor
- Brasil: Isopor
- Colombia: Icopor, por su fabricante, Industria Colombiana de Porosos.
- Costa Rica: Cartón blanco, Estereofón, probablemente derivado del nombre comercial en inglés Styrofoam, registrado por la Dow Chemical Company.
- Chile: Generalmente se le llama plumavit o «poliestireno».
- Cuba: Poliespuma
- Ecuador: Plumafón, Espumafón o Espumaflex
- El Salvador: Durapax
- España: Poliexpán, poliespuma, corchopán, corcho blanco, corcholina, forespán, poliespán, poroexpán, porexpán o techopán (muchos de ellos son acrónimos que toman partes de «poliestireno expandido»).
- Guatemala: Duroport, Thermopor, Monoport
- Guinea Ecuatorial: Flotador, «Unicel»
- Honduras: «Poliestifom», «Estereofón»,[3] Durapax
- México: Unicel, Nieve seca, Casetón, Hielo seco
- Nicaragua: Poroplás
- Panamá: Foam (de «espuma» en inglés), hielo seco
- Paraguay: Isopor
- Perú: Tecnopor
- Portugal: Esferovite
- Puerto Rico: Foam, Foum o Fom
- República Dominicana: Fon, hielo seco
- Uruguay: Espuma plast
- Venezuela: Anime[4]

## Características y aplicaciones

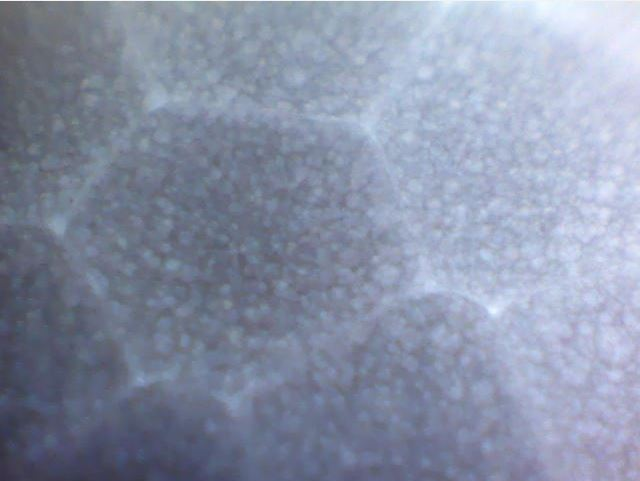
Vista aumentada de superficie de poliestireno expandido.

Su cualidad más destacada es su higiene al no constituir sustrato nutritivo para microorganismos. Es decir, no se pudre, no se enmohece ni se descompone, lo que lo convierte en un material idóneo para la venta de productos frescos. En los supermercados se puede encontrar fácilmente en forma de bandejas en las secciones de heladería, pescadería, carnicería, frutas y verduras.
Otras características reseñables del poliestireno expandido son su ligereza, resistencia a la humedad y capacidad de absorción de los impactos. Esta última peculiaridad lo convierte en un excelente acondicionador de productos frágiles o delicados como electrodomésticos y componentes eléctricos. También se utiliza para la construcción de tablas de surf, aunque normalmente se prefiere el poliuretano, ya que el poliestireno, aun siendo más ligero (lo que conlleva mayor flotabilidad y velocidad), es menos flexible y además es frágil y se rompe fácilmente con el impacto.
Otras de las aplicaciones del poliestireno expandido se halla en la construcción, ya sea como material de aligeramiento o como aislante térmico en edificación y en obras civiles; también en fachadas, cubiertas, molduras, suelo, etc. En Europa, los productos aislantes térmicos están regulados por el Reglamento de Productos de la Construcción, en el cual la norma EN 13163 es la que regula la medición de sus propiedades para el marcado CE del producto. Los valores de conductividad térmica oscilan entre 0,029 y 0,053 W/mK, depende de la naturaleza y del método de elaboración. Los valores de densidad oscilan entre 10 y 25 kg/m3, dependiendo de la naturaleza y del método de elaboración. El calor específico es de 1100 J/kg·K.
Sin embargo, tiene las siguientes desventajas:
- Es frágil a la exposición a la fuerza
- Es fácilmente inflamable.
- Es atacado por algunos disolventes como la acetona, butanona, tolueno, benceno, etc.

## Proceso de producción

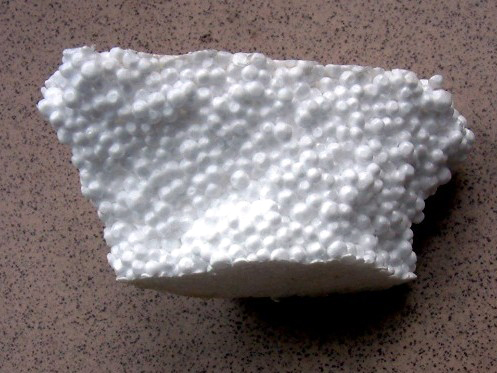
Fragmento de poliestireno expandido.

La fabricación del material se realiza partiendo de compuestos de poliestireno en forma de «perlitas» que contienen un agente expansor (habitualmente pentano). Después de una preexpansión, las perlitas se mantienen en silos de reposo y posteriormente son conducidas hacia máquinas de moldeo. Dentro de dichas máquinas se aplica energía térmica para que el agente expansor que contienen las perlitas se caliente y estas aumenten su volumen, a la vez que el polímero se plastifica. Durante dicho proceso, el material se adapta a la forma de los moldes que lo contienen.
En construcción, lo usual es comercializarlo en planchas de distintos grosores y densidades. También es habitual el uso de bovedillas de poliestireno expandido para la realización de forjados con mayor grado de aislamiento térmico.
La composición del poliestireno es la misma ya sea si se extruyó o si se expandió. El extruido es una estructura cerrada que no pierde sus propiedades térmicas si se moja, en comparación con el poliestireno expandido que al poseer estructura abierta (porosa) pierde su propiedades térmicas al mojarse.

## Impacto ambiental

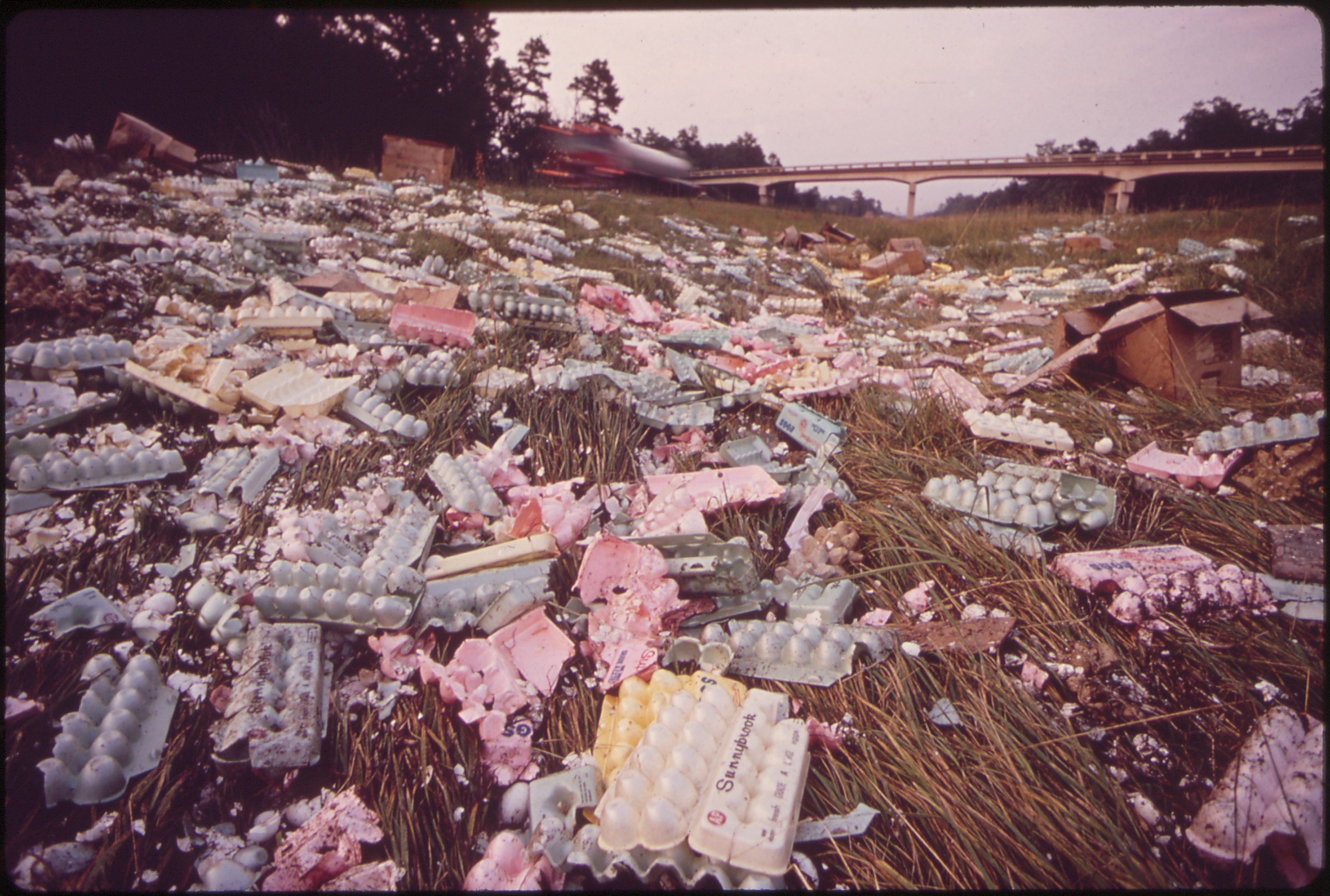
Poliestireno expandido acumulado en el suelo.

Tiene un gran impacto ambiental, ya que tarda 500 años (o más) en degradarse. Causa contaminación de los océanos y es ingerido por los animales que conforman la fauna marina, causándoles la muerte. El poliestireno expandido contiene un tipo de dioxinas que son tóxicas y pueden provocar problemas de reproducción y desarrollo, afectar el sistema inmunitario, interferir con hormonas y causar cáncer en humanos.

### Producción
Para producir poliestireno se usan recursos naturales no renovables, ya que es un plástico derivado del petróleo. En lo que respecta al proceso de producción y su huella ecológica, una de las principales preocupaciones es la emisión de clorofluorocarbonos (CFC) a la atmósfera. Cabe mencionar que los procesos de producción de productos tales como planchas para construcción, vasos térmicos para bebidas y embalajes para electródomésticos nunca han sido responsables por tal liberación de CFC. Estos procesos utilizan pentano y no clorofuorocarbonos y por tanto no son sujetos a las regulaciones del protocolo de Montreal y otras similares. A raíz del descubrimiento del agujero de ozono, no fue necesario hacer cambios al proceso de producción del poliestireno expandido.
Existe un proceso distinto llamado poliestireno expandido por extrusión (XPS, del inglés extruded polystyrene), que se usa solamente para producir objetos como bandejas para alimentos, cajas para hamburguesas y platos, vasos y tazones descartables. En el pasado, al fabricar ciertos productos de poliestireno extruido, se usaron productos químicos que liberaban gases que contribuían al agrandamiento del agujero de ozono. Hoy en día, al crearse conciencia sobre este problema, se han implementado exitosamente en todo el mundo procesos alternativos de producción de estos productos, sustituyendo las sustancias dañinas a la atmósfera.

### Uso y fin de vida
El poliestireno expandido es reutilizable al 100 % para formar bloques del mismo material y también es reciclable para fabricar materias primas para otra clase de productos. Además, ya que tiene un alto poder calorífico y no contiene gases del grupo de los CFC, puede ser incinerado de manera segura en plantas de recuperación energética. No es deseable verterlo en rellenos ya que este material no se degrada con facilidad.
Dependiendo de las características (principalmente tamaño y forma) de un objeto de poliestireno expandido y del medio que lo rodea, la degradación puede tardar desde unos meses hasta más de 500 años. Un vaso de poliestireno expandido expuesto a energía solar, viento, lluvia, etc. se degradará en poco tiempo, mientras que un vaso similar que se encuentre enterrado en un relleno sanitario tardará mucho más, 50 años en promedio. El símbolo de reciclaje correspondiente al poliestireno es el triángulo con el número 6 y las siglas PS. El principal método para reciclar el poliestireno se ha usado desde hace décadas y consiste en despedazar mecánicamente el material para posteriormente mezclarlo con material nuevo y así formar bloques de EPS que pueden contener hasta un 50 % de material reciclado. Existen actualmente otras tecnologías para su reciclaje como la densificación mecánica que consiste en aplicar energía mecánica y térmica a los espumados para convertirlos en partículas compactas que pueden transportarse más eficientemente. También se estudian métodos para disolver los espumados en disolventes especiales y así facilitar su transporte y reprocesamiento.
Uno de los principales problemas ambientales es el uso de vasos desechables de cualquier material, ya que se descartan mezclados con el resto de los desechos y es muy difícil separarlos para reciclaje. En la ciudad de Los Ángeles se implementó un programa de recolección del EPS que permite reciclar estos desechos adecuadamente. Unas cien ciudades de Estados Unidos han prohibido el uso de vasos descartables de espuma de poliestireno, sin tomar en cuenta que los vasos de cartón requieren gran cantidad de recursos para su fabricación, no pueden reciclarse por estar recubiertos y tardan más de 300 años en degradarse en los rellenos modernos. Entre estas ciudades están: Portland, Berkeley y Oakland. Algunas empresas han prohibido unilateralmente el poliestireno en sus embalajes; tal es el caso del fabricante de videoconsolas Nintendo.
En Valencia, España, los monumentos falleros de las Fallas o ninots están constituidos principalmente por este material, que proporciona gran versatilidad durante el moldeo y un aumento de brillo en la pintura. En cambio, cuando arden los monumentos el último día de las fiestas, la contaminación generada alcanza niveles tóxicos. Por lo que se recomienda el uso responsable para que el impacto medioambiental sea lo más bajo posible.

### Importancia del aislamiento térmico en la reducción de emisiones
El poliestireno, al ser uno de los mejores aislantes térmicos, se usa ampliamente en la construcción de edificios ahorradores de energía. Un edificio aislado adecuadamente con espuma de poliestireno puede reducir la energía utilizada para climatizarlo hasta en un 40%. De esta manera disminuyen las emisiones de gases de efecto invernadero.

## Poliestireno y salud

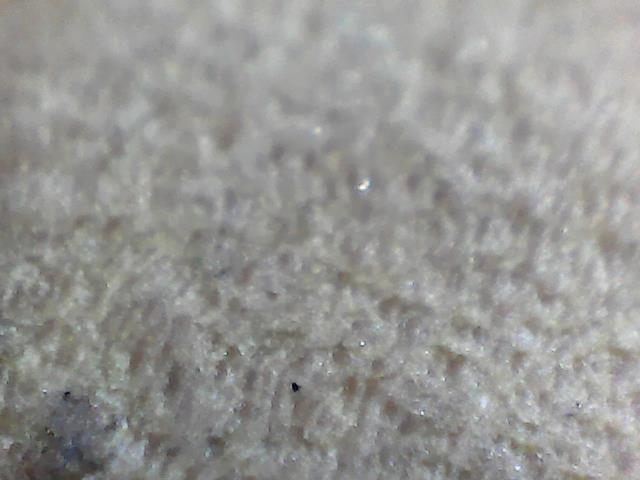
Poliestireno visto desde un microscopio.

También existe el temor de que el poliestireno afecta la salud reproductiva de animales de laboratorio. Si bien no existen estudios concluyentes al respecto, existe un informe de Greenpeace donde se incluye al estireno dentro de las sustancias que afectan la salud reproductiva. Según los fabricantes de poliestireno, los niveles residuales de estireno en el producto final son mínimos, y por tratarse de una sustancia volátil, estos se evaporan.
Según un informe de 1986 de la Agencia de Protección Ambiental de Estados Unidos, el poliestireno se clasificaba como el quinto producto químico cuya producción generaba más desechos peligrosos. Existe un informe de dicha agencia sobre el poliestireno, disponible en línea.

## Música
El grupo de música aragonés Los Gandules realizaron una oda al poliestireno expandido en su canción Ese loco material utilizando como base la canción "libertad sin ira", del grupo musical español Jarcha.
Luis Alberto Spinetta, cantautor y guitarrista argentino, hizo una canción instrumental llamada Telgopor en honor a su amigo tecladista Diego Rapoport, incluida en el disco a 18' del Sol.